# Expeditie Robinson 2024
Expeditie Robinson 2024 is het 24e reguliere seizoen van de Nederlandse versie van Expeditie Robinson, een televisieprogramma waarin deelnemers moeten overleven op een onbewoond eiland en tegen elkaar strijden voor de overwinning. 
Het seizoen ging op zondagavond 1 september 2024 op televisiezender RTL 4 en streamingdienst Videoland van start. De presentatie van dit seizoen is, net als het voorgaande seizoen, in handen van Nicolette Kluijver en Art Rooijakkers. De opnames van het programma vonden rond mei 2024 plaats op diverse eilanden in Maleisië.
Het seizoen werd na 35 dagen gewonnen door Kiran Badloe.

## Nieuwe spelelementen

### Titaneneiland
In de eerste aflevering werd titaneneiland geïntroduceerd waar uit ieder team een sterke speler naar toe werd gestuurd. Deze twee kandidaten gaan hier een 'titanenstrijd' met elkaar in de vorm van een aantal duels. De winnaar van elk duel mag kiezen uit een prijs voor nu (in de vorm van eten) of een prijs voor later (materiaal om zelf makkelijker eten te vangen zoals een harpoen en een vlot voor op zee). De prijs voor nu krijgt de kandidaat gelijk mee, de prijs voor later krijgt de kandidaat pas als hij of zij later zijn terugkeer in het spel maakt. In de zesde aflevering verlieten de twee titanen met hun gewonnen prijzen het eiland en keerden ze terug in de expeditie. Naast de titanen kwamen de weggestemde spelers tevens op dit eiland terecht; nadat de titanen het eiland verlaten hadden werd Titaneneiland omgedoopt tot Wraakeiland.

### Zandloper
Tijdens een van de titanenstrijden op Titaneneiland kon een zandloper gewonnen worden, deze werd beschreven als een van de krachtigste elementen in Expeditie Robinson ooit. De zandloper kan ingezet worden als een immuniteitsproef verloren wordt. Hiermee kon de uitslag van deze proef worden omgedraaid. Het team dat verloor kreeg dan de immuniteit en degene die de proef had gewonnen moest dan naar de eilandraad. Dit vernieuwde spelelement zorgde voor veel kritiek bij de kijkers.

## Expeditieleden
Op 9 augustus 2024 maakte RTL via zijn Instagram-pagina de eerste drie deelnemers, Marijn Kuipers, Timor Steffens en Ouassima Tajmout bekend. Kort hierna werden op dezelfde dag de overige deelnemers bekend gemaakt.
| Naam                 | Beroep / bekend van                                            | Resultaat           | Dag                    |
| -------------------- | -------------------------------------------------------------- | ------------------- | ---------------------- |
| Kiran Badloe         | Olympisch windsurfer                                           | Winnaar             | Dag 35                 |
| Marijn Kuipers       | Influencer, bekend van RUMAG                                   | Verliezend finalist | Dag 35                 |
| Timor Steffens       | Danser en choreograaf, bekend van Dance Dance Dance            | Verliezend finalist | Dag 35                 |
| Nouchka Fontijn      | Voormalig Olympisch bokser                                     | 4e                  | Geëlimineerd op dag 34 |
| Ouassima Tajmout     | Radio dj, bekend van FunX                                      | 4e                  | Geëlimineerd op dag 34 |
| Hamza Othman         | Acteur, bekend van Goede tijden, slechte tijden                | 6e                  | Weggestemd op dag 32   |
| Ramon Brugman        | Televisiekok, bekend van BinnensteBuiten                       | 7e                  | Weggestemd op dag 30   |
| Jamie Kames          | Presentatrice, bekend van Steven & Jamie Kazàn - Road to Vegas | 8e                  | Weggestemd op dag 27   |
| Vincent Visser       | Acteur, bekend van Goede tijden, slechte tijden & Brugklas     | 9e                  | Weggestemd op dag 25   |
| Joy van Swieten      | Realityster, bekend van B&B Vol Liefde                         | 10e                 | Weggestemd op dag 23   |
| Billy Dans           | Artiest en liedjesschrijver, bekend van Hartslag van de stad   | 11e                 | Weggestemd op dag 21   |
| Ellemieke Vermolen   | Actrice en presentatrice, bekend van De 25                     | 12e                 | Gestopt op dag 21      |
| Ymre Stiekema        | Model, bekend van Elite Model Look                             | 13e                 | Gestopt op dag 20      |
| Thomas van der Vlugt | Youtuber, bekend van StukTV                                    | 14e                 | Geëlimineerd op dag 18 |
| Farja Farvardin      | Presentator, bekend van RTL Boulevard                          | 15e                 | Geëlimineerd op dag 18 |
| Julie Reinders       | Mode-ondernemer en fashion designer                            | 16e                 | Gestopt op dag 15      |
| Rikkie Kollé         | Model, bekend als Miss Nederland 2023                          | 17e                 | Geëlimineerd op dag 15 |
| Sergio Hasselbaink   | Acteur en rapper, bekend van Yung Internet                     | 18e                 | Gestopt op dag 14      |
| Justine Marcella     | Koningshuisdeskundige, bekend van RTL Boulevard                | 19e                 | Gestopt op dag 12      |
| Kimmylien Nguyen     | Realityster, bekend van The Real Housewives of Amsterdam       | 20e                 | Gestopt op dag 5       |

De eerste dertien kandidaten hebben de samensmelting gehaald.

## Trivia
- Justine Marcella is met 53 jaar de oudste deelnemer van het seizoen en Rikkie Kollé met 23 jaar de jongste.
- Het medisch team moest al in de eerste aflevering in actie komen, dit omdat deelnemer Sergio na een zwemtocht bij de openingsproef in paniek raakte, niet meer op zijn benen kon staan en begon te hyperventileren.[11]Uiteindelijk verliet hij in de zevende aflevering alsnog de expeditie omdat hij op wraakeiland een vervelende brom hoorde in zijn oor die hem zorgen baarde. Hij was daardoor bang voor blijvend gehoorverlies.[12]
- In de derde aflevering moest Kimmylien Nguyen noodgedwongen de expeditie verlaten omdat ze last had van een hardnekkige zonne-allergie die steeds erger werd. Hierdoor was het voor haar niet langer verantwoord om nog mee te doen met de expeditie.[13]
- In de zesde aflevering raakte Justine Marcella onderkoeld omdat tijdens een zeer regenachtige nacht het water dwars door haar slaapverttrek stroomde met als gevolg dat zij daardoor zeiknat werd. Ze raakte hierdoor uitgeput waardoor ze noodgedwongen moest stoppen met de expeditie.[14]
- Julie Reinders werd in de zevende aflevering weggestemd tijdens de eilandraad, maar sloeg het aanbod om naar wraakeiland te gaan af door een opgelopen schimmelinfectie. Van de dokter moest ze antibiotica nemen en zon, water en zand vermijden. Hierdoor werd het voor haar erg lastig om door te gaan met de expeditie.
- In aflevering 16 liep Hamza Othman tijdens de eilandraad boos weg nadat bleek dat Marijn haar immuniteitsmunt had overgedragen aan Ouassima, waardoor Ouassima haar afspraak niet na kwam en Hamza eruit gestemd zou worden. Art moest hem kalmeren, zodat hij terug kon gaan naar de eilandraad.[15][16]